# Jagger/Richards

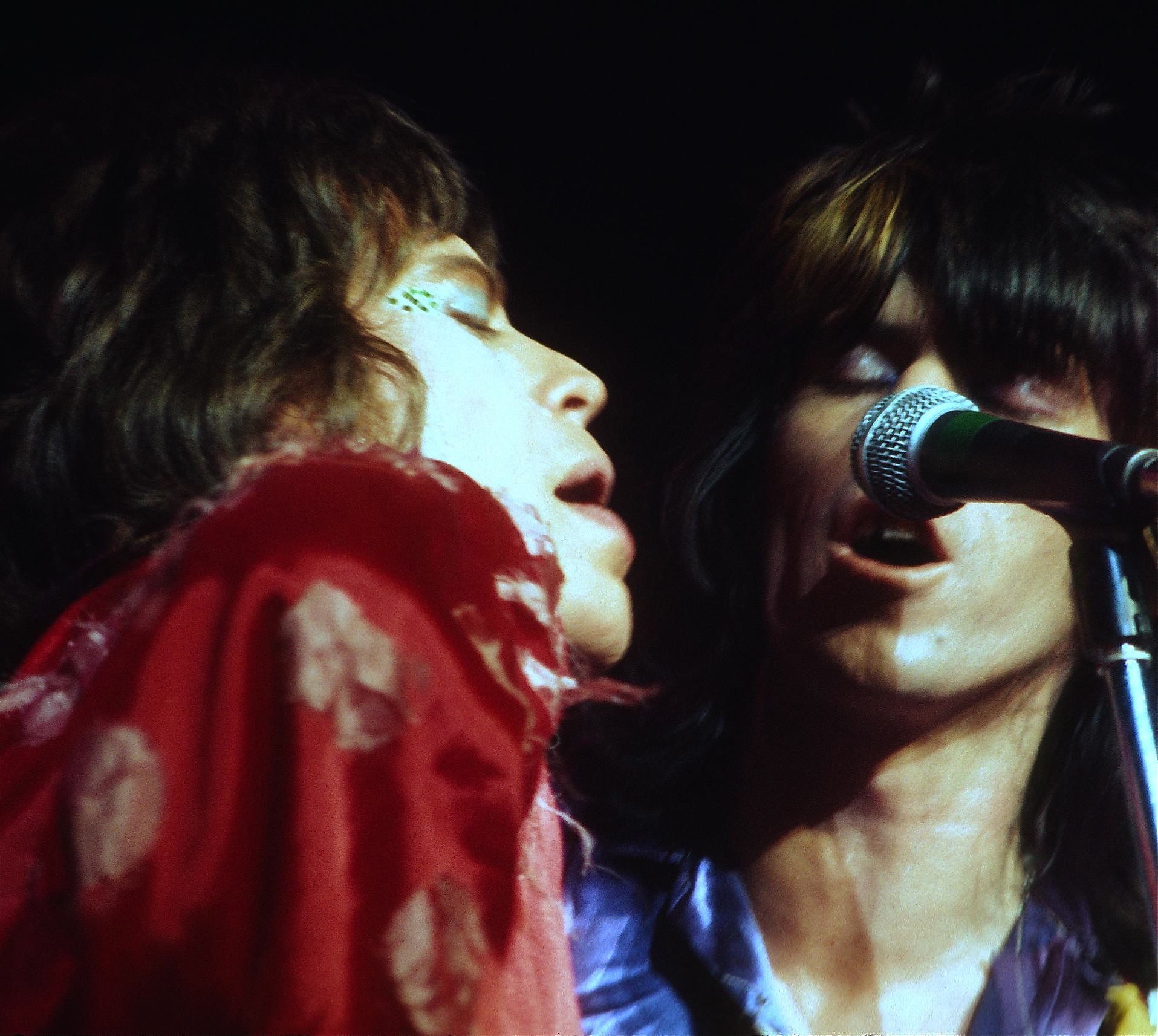
Mick Jagger (à gauche) et Keith Richards (à droite) lors d’un spectacle à San Francisco (USA) en 1972

Jagger/Richards est la signature commune de Mick Jagger et Keith Richards utilisée pour les chansons du groupe The Rolling Stones écrites par l'un et/ou l'autre, à l'instar de Lennon/McCartney qui ont signé les chansons des Beatles.
Bien que le groupe se forme officiellement en 1962, ce n'est qu'à partir de novembre 1963 que nait le tandem d’auteur-compositeur lorsque Jagger et Richards ont été enfermés dans une cuisine par Andrew Loog Oldham pour les obliger à écrire une véritable chanson. Ce sont les titres It Should Be You et As Tears Go By qui y sont écrits, avant d'être confiés à George Bean et Marianne Faithfull (le second est enregistré plus tard en 1965 par le groupe). En effet, leur discographie comportait principalement des reprises et quelques compositions improvisées du groupe, créditées Nanker Phelge de 1963 à 1965.
Plus tard, le tandem est surnommé The Glimmer Twins (Les jumeaux étincelants), au point de l'utiliser pour créditer leurs productions.